# Låstad
Låstad är en ort i Mariestads kommun och kyrkby i Låstads socken. SCB hade för bebyggelsen från 1990 till 2020 avgränsat en småort.
I Låstad står den medeltida kyrkan Låstads kyrka.  